# Emiratul Siciliei
Emiratul de Sicilia a fost un stat islamic din insula Sicilia, existent între anii 965 și 1072.

## Prima invazie arabă asupra Siciliei
În 535, împăratul bizantin Iustinian I a readus Sicilia sub stăpânirea Imperiului roman, guvernat de la Constantinopol. Pe măsură ce puterea bizantină intra în declin în Occident, Sicilia era invadată de forțele arabe conduse de califul Uthman Ibn Affan în anul 652. Este vorba de o invazie mai degrabă de recunoaștere, iar sarazinii s-au retras imediat după aceea. Până la sfârșitul secolului al VII-lea, odată cu cucerirea arabă a Africii de Nord, musulmanii au capturat orașul-port Cartagina din apropiere, fapt ce a permis arabilor construirea de șantiere navale și le-a asigurat o bază permanentă din care să poată lansa atacuri mai consistente.
În jur de 700, insula Pantelleria a fost capturată de către arabi și doar neînțelegerile apărute între atacatori au făcut ca invadarea Siciliei să nu aibă încă loc. În paralel, înțelegeri comerciale erau stabilite cu bizantinii, iar negustorilor arabi le era permis să comercializeze bunuri în porturile siciliene. Cu toate acestea, atacurile flotei musulmane s-au repetat în 703, 728, 729, 730, 731, 733 și 734, în cel puțin ultimele două atacuri invadatorii întâmpinând o rezistență substanțială din partea bizantinilor.
Prima cucerire mai durabilă a fost lansată în anul 740: în acel an, principele musulman Habib, care participase la atacul din 728, a reușit să captureze Siracusa. Tocmai când se pregăteau să cucerească întreaga insulă, arabii au fost nevoiți să revină în Tunisia din cauza unei răscoale a berberilor. Un nou atac, declanșat în 752 nu a reușit decât să conducă la jefuirea aceluiași oraș.

## Revolta generalului Eufemius și cucerirea treptată a insulei
În 826 Eufemius, comandantul flotei bizantine din Sicilia, a silit o călugăriță să îl ia de soț. Împăratul Mihail al II-lea al Bizanțului s-a revoltat de atitudinea lui Eufemius și i-a dat ordin generalului Constantin să dezlege căsătoria și să îi taie nasul lui Eufemius. Acesta din urmă a reușit să organizeze o răscoală, l-a ucis pe Constantin, după care a ocupat Sirecusa; fiind însă înfrânt în cele din urmă, a cputat refugiu în Africa de Nord. Ajuns acolo, el a oferit guvernarea Siciliei lui Ziyadat Allah, emirul aghlabid al Tunisiei, în schimbul menținerii sale ca general; ca urmare, o flotă arabă a fost trimisă împotriva Siciliei.
Emirul a fost de acord cu cucerirea Siciliei, promițând să i-o ofere lui Eufemius în schimbul unui tribut anual, și a încredințat operațiunea de cucerire lui Asad ibn al-Furat, pe atunci în vârstă de 70 de ani. Forța musulmană număra 10.000 de infanteriști, 700 de cășăreți și 100 de vase și a întărit poziția lui Eufemius, contribuind cu vase și, după debarcarea de la Mazara del Vallo, cu călăreți. O primă bătălie împotriva trupelor bizantine legaliste a avut loc în 15 iulie 827, în apropiere de Mazara, și s-a încheiat cu o victorie a trupelor aghlabide.
Asad a cucerit în continuare malul sudic al insulei și a supus Siracusa asediului. După un an de asediu (827-828) și o încercare de a provoca o răscoală în rândul localnicilor, trupele lui Asad au fost capabile să înfrângă o puternică armată bizantină trimisă de la Palermo și totodată să respingă o flotă venețiană comandată de dogele Giustiniano Partecipazio. Însă atunci când o epidemie de ciumă a ucis o bună parte din trupele musulmane, inclusiv pe Asad însuși, sarazinii s-au retras în castelul de la Mineo. În continuare, musulmanii au revenit în ofensivă, dar au eșuat în tentativa de a cuceri Castrogiovanni (actuala Enna, unde a murit Eufemius) și s-au retras înapoi la Mazara.

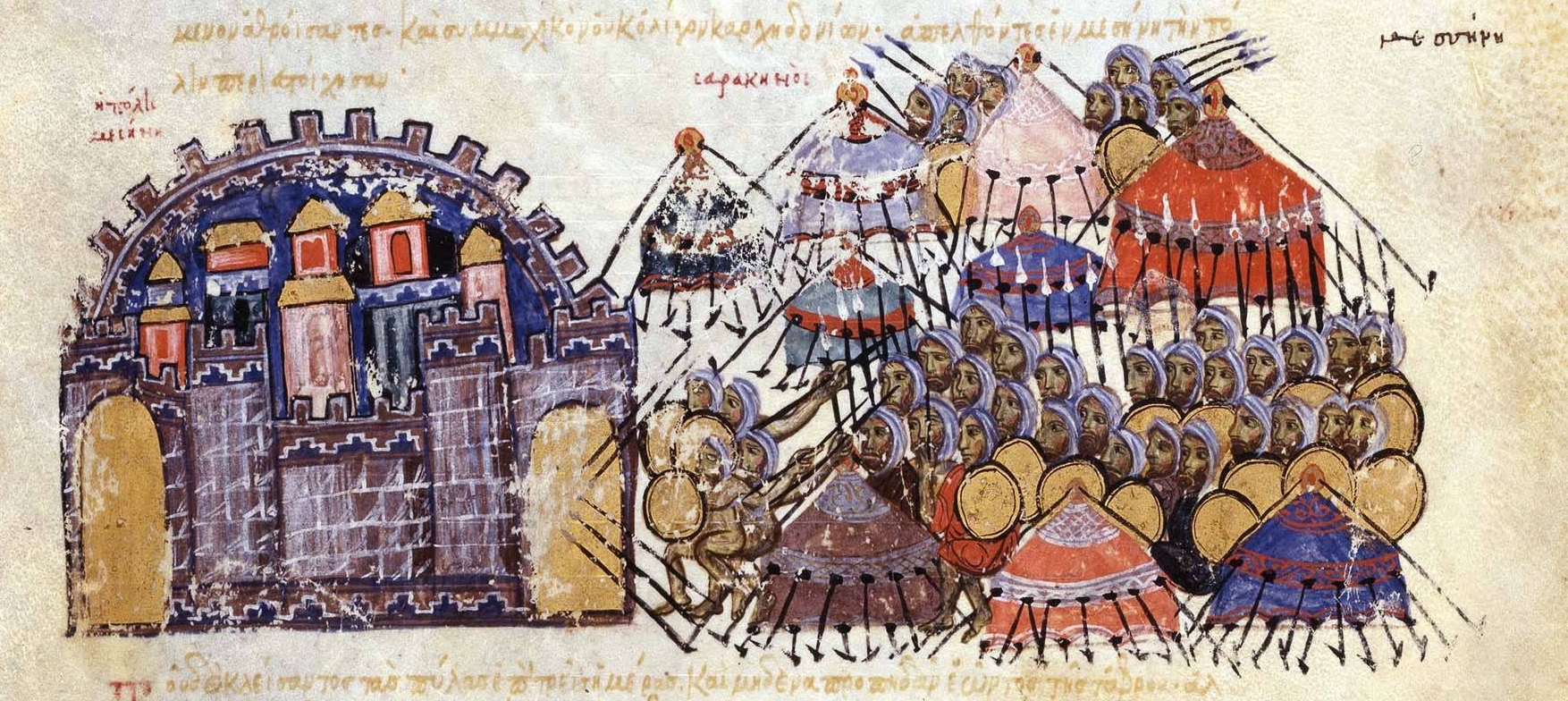
Asediul Messinei din anul 843.

În 830, ei au primit consistente întăriri constând din 30.000 de oameni din Africa de nord și din Andalusia. Musulmanii veniți din Peninsula Iberică l-au înfrânt pe conducătorul bizantin Teodotus în iulie–august ale acelui an, însă o nouă epidemie i-a silit să se retragă la Mazara, iar apoi în Africa. În paralel însă, unitățile berberilor din Africa trimise să captureze Palermo au reușit să îl cucerească în septembrie 831. Palermo a devenit capitala musulmană a Siciliei, sub numele de al-Madinah ("Orașul").
Cucerirea Siciliei nu s-a realizat cu ușurință; o considerabilă rezistență atât din partea bizantinilor cât și a localnicilor, alături de multe dispute în interiorul taberei musulmane, a făcut ca operațiunea de cucerirea a Siciliei bizantine să dureze peste un secol. Siracusa a rezistat multă vreme, însă a căzut în anul 878, Taormina a fost supusă abia în 902, iar ultimul avanpost bizantin a cedat abia în 965.

## Emiratul

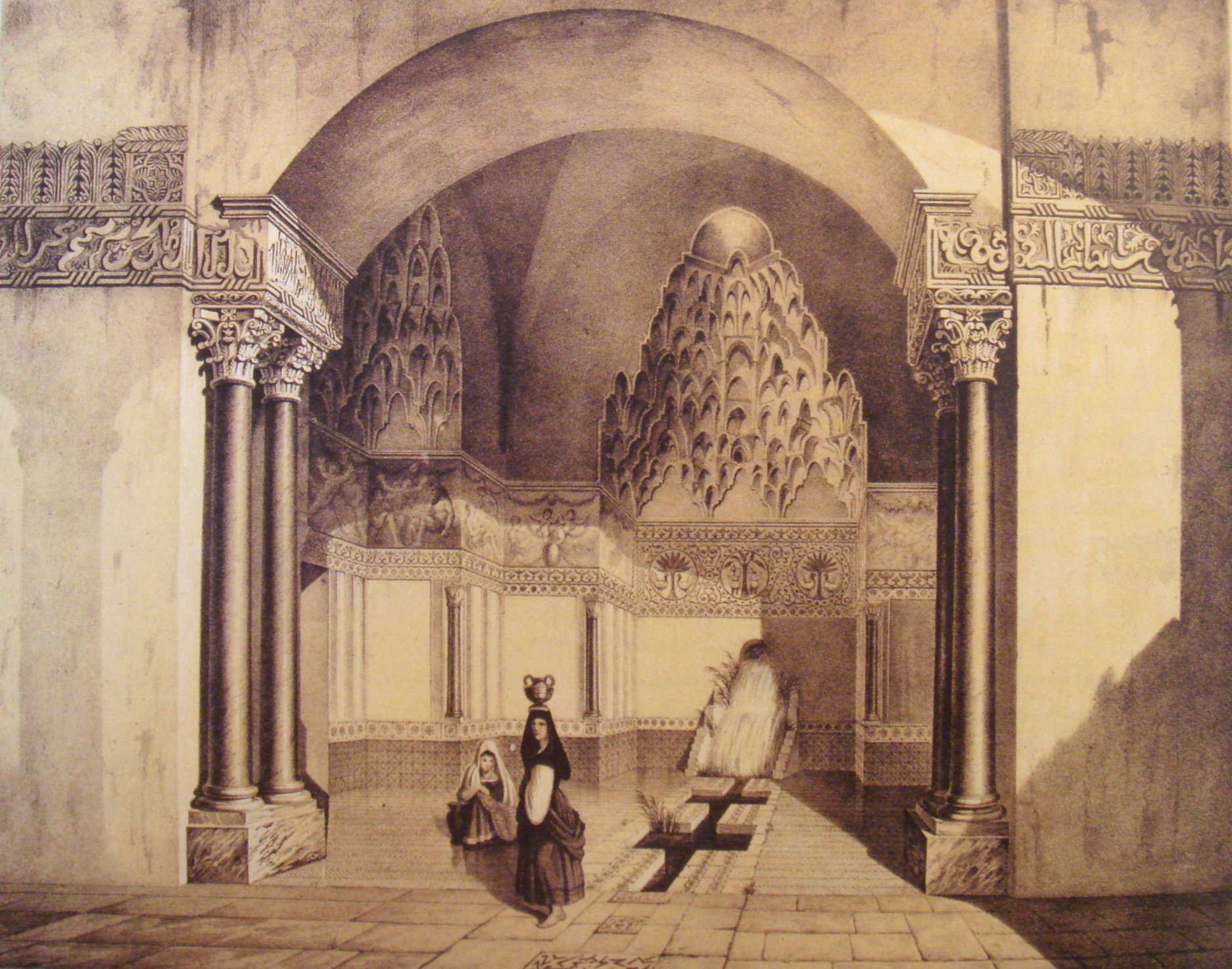
Arta şi arhitectura arabo-normandă au combinat elemente occidentale (precum coloanele și frizele clasice) cu caligrafia tipică artei decprative musulmane.

Sicilia arabă a fost guvernată succesiv de către dinastia sunnită a aghlabizilor din Tunisia și apoi de către cea șiită a fatimizilor din Egipt. Bizantinii au profitat la un moment dat de temporarele neânțelegeri dintre sarazini pentru a reocupa capătul estic al insulei vreme de câțiva ani.
După suprimarea unei răscoale, califul fatimid Ismail al-Mansur l-a numit pe Hassan al-Kalbi ca emir al Siciliei (948–964). Acesta a izbutit să controleze permanentele răscoale ale bizantinilor și a întemeiat dinastia kalbizilor. În secolul al X-lea, raidurile coordonate de către kalbizi în sudul Italiei au continuat, iar în anul 982 o armată germană comandată de împăratul Otto al II-lea a fost înfrântă în apropiere de Crotone în Calabria, în cadrul bătăliei de la Stilo.
Odată cu domnia emirului Yusuf al-Kalbi (990–998), a început o perioadă de tot mai accentuat declin pentru emiratul Siciliei. Sub al-Akhal (1017–1037), conflictul dinastic s-a intensificat, înregistrându-se tot mai dese cazuri în care anumite facțiuni din cadrul familiei domnitoare a kalibizilor se aliau fie cu Imperiul Bizantin, fie cu dinastia zirizilor. Din vremea emirului Hasan as-Samsam (1040–1053), stăpânirea asupra insulei s-a fragmentat în mai multe mici fiefuri.

## Politica internă
Pe plan intern, arabii au inițiat reforme funciare care, la rândul lor, au sporit productivitatea și au încurajat creșterea micii proprietăți, fapt care și-a lăsat amprenta asupra devoltării ulterioare a Siciliei. Arabii au îmbunătățit sistemele de irigații și au introdus în Sicilia portocalul, lămâiul, arborele de fistic, trestia de zahăr. O descriere a orașului Palermo a fost oferită de către Ibn Hawqal, un negustor din Bagdad care a vizitat Sicilia în 950. O suburbie împrejmuită de ziduri, numită Kasr (palatul) constituie centrul de astăzi al orașului, având moscheea zilei de vineri pe situl unei foste catedrale romane. Suburbia Al-Khalisa (Kalsa) cuprindea palatul sultanului, băi, o moschee, birouri administrative și o închisoare. Ibn Hawqual a remarcat 7.000 de măcelari privați făcând comerț în 150 de prăvălii. Înainte de 1050, Palermo avea o populație de circa 350.000 de locuitori, ceea ce îl făcea unul dintre cele mai mari orașe din Europa, fiind întrecut doar de capitala Spaniei islamice, Cordoba, care număra 450.000. Prin comparație, sub Regatul creștin al Siciliei care i-a succedat, populația din Palermo va scădea la 150.000 de locuitori; mai târziu, către 1330, ea va ajunge la numai 51.000.
De asemenea, călătorul, geograful și poetul arab Ibn Jubair a vizitat regiunea la sfârșitul secolului al XII-lea, lăsând o descriere a Al-Kasr și Al-Khalisa.
„Capitala este înzestrată cu două daruri, splendoare și bogăție. Ea cuprinde toată frumusețea reală și imaginară pe care și-o poate dori cineva. Splendoare și grație împodobesc piețele și provincia; străzile și drumurile sunt larg, iar ochiul se bucură de frumusețea acestora. Este un oraș plin de minuni, cu clădiri similare celor din Cordoba, construite din piatră de var. Un permanent val de apă provenit din patru izvoare susură prin oraș. Sunt atât de multe moschei încât este imposibil să fie numărate. Multe dintre ele servesc și ca școli. Ochiul se bucură de toată această splendoare.”
Pe de altă parte, pe tot parcursul emiratului de Sicilia, au continuat să aibă loc revolte ale bozantinilor, în principal în răsăritul insulei, iar părți din teritoriu au fost chiar reocupate de către greci.

## Populația cucerită
Populația locală căzută sub stăpânirea musulmană era constituită din sicilieni catolici romanizați în apus și din creștini vorbitori de greacă în răsărit, alături de un număr destul de consistent de evrei. Acestor populații cucerite li s-a permis o anumită libertate de practicare a religiei proprii ca dhimmi, însă aceasta cu rspectarea unor restricții. Lor li se cerea să plătască jizya (taxă pe cap de locuitor) și kharaj (taxă pe pământ). În aceste condiții, pentru a evita asemenea taxe, un număr destul de ridicat de sicilieni au acceptat să se convertească la Islam. Totuși, chiar și după 100 de ani de supunere, numeroși creștini din Sicilia vorbitori de greacă au supraviețuit în comunități, în special în nord-estul Siciliei, ca dhimmi. Acești sicilieni în general i-au întâmpinat pe normanzi cu bucurie când aceștia au început invadarea Siciliei.

## Declinul
Emiratul de Sicilia a început să se fragmenteze pe măsură ce disputele interdinastice se înmulțeau. Începând din secolul al XI-lea, statele din sudul Italiei continentale angajau mercenari normanzi, care erau descendenți creștini ai vikingilor; normanzii au fost cei care, sub Roger I (Roger Bosso), au cucerit Sicilia de la musulmani. Normandul Robert Guiscard, fiul lui Tancred de Hauteville, a invadat Sicilia în 1060. Insula era pe atunci divizată între trei emiri arabi, iar numeroasa populație creștină s-a răsculat împotriva stăpânirii musulmanilor. După ce a ocupat Apulia și Calabria, Roger I a ocupat Messina cu o armată de 700 de cavaleri. În 1068, ei au înfrânt o armată musulmană la Misilmeri, însă confruntarea crucială s-a dat în cadrul asedierii Palermo, care a condus la controlul complet al normanzilor asupra insulei din 1091. După cucerirea Siciliei, normanzii l-au înlăturat pe emirul Yusuf Ibn Abdallah de la putere, însă au făcut aceasta cu respectarea obiceiurilor arabe.
Pierderea principalelor orașe, fiecare având câte un port bine dotat, a constituit o mare lovitură pentru puterea musulmană în Sicilia. Orașul Qas'r Ianni (actuala Enna) încă era guvernat de către emirul său, Ibn Al-Hawas, care a reușit să îl păstreze încă un număr de ani. Succesorul său, Ibn Hamud s-a predat și s-a convertit la creștinism abia în 1087. După convertire, Ibn Hamud a intrat în rândul nobilimii creștine și s-a retras cu familia la o moșie din Calabria pe care Roger I i-a pus-o la dispoziție. În 1091, Butera și Noto din extremitatea sudică a Siciliei, ca și insula Malta, ultimele fortărețe arabe, s-au predat creștinilor relativ repede.